# Nénigan
Nénigan (em occitano:  Nenigan) é uma comuna francesa na região administrativa da Occitânia, no departamento do Alto Garona. Estende-se por uma área de 2.38 km², com 61 habitantes, segundo o censo de 2018, com uma densidade de 26 hab/km².